# Бург-сюр-Колань
Бург-сюр-Колань (фр. Bourgs sur Colagne) — муніципалітет у Франції, у регіоні Окситанія, департамент Лозер. Бург-сюр-Колань утворено 1 січня 2016 року шляхом злиття муніципалітетів Ширак i Ле-Монастьє-Пен-Мор'єс. Адміністративним центром муніципалітету є Ле-Монастьє-Пен-Мор'єс. Населення — 2078 осіб (01.01.2021).